# برنامج الشفق النشط عالي التردد

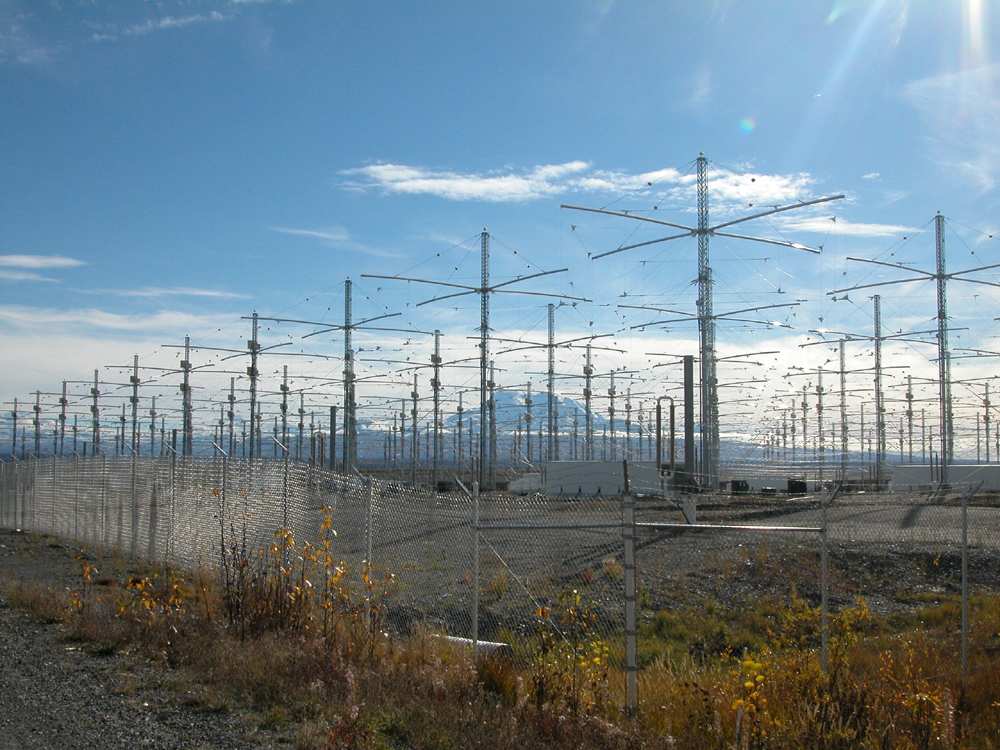
مصفوفة هارب الهوائية

 برنامج الشفق النشط عالي التردد اختصار لـ High Frequency Active Auroral Research Program هو برنامج أبحاث الغلاف الأيوني تم بتمويل مشترك من قبل القوات الجوية الأمريكية وبحرية الولايات المتحدة الاميركية، وجامعة ولاية ألاسكا، وداربا.
تم ابتكار وتطوير هذا البرنامج عن طريق شركة BAEAT للتكنولوجيات المتقدمة، بغرض تحليل الغلاف الأيوني والبحث في إمكانية تطوير وتعزيز تكنولوجيا المجال الأيوني لأغراض الاتصالات اللاسلكية والمراقبة.
برنامج هارب يدير منشأة رئيسية في القطب الشمالي، والمعروفة باسم محطة بحوث هارب. بنيت هذه المحطة على موقع للقوات الجوية الأمريكية بالقرب من منطقة جاكونا بولاية ألاسكا الأمريكية.
الأداة الأكثر بروزا في محطة هارب هي أداة البحث الأيونوسفيري (IRI)، وهي عبارة عن مرفق لإرسال الترددات اللاسلكية العالية القوة ويتم تشغيله بواسطة ترددات عاملة في النطاق العالي.
تستخدم أداة البحث الأيونوسفيري (IRI) لإثارة وتنشيط وتسخين منطقة محدودة من المجال الأيوني بشكل مؤقت. وتستخدم بعض الأدوات الأخرى، مثل أداة التردد العالي جدا ورادار التردد فائق العلو، ومقياس المغناطيسية، وجهاز استقراء مغناطيسي، كل هذه الأدوات تستخدم لدراسة العمليات الفيزيائية التي تحدث في ذات المنطقة الماثرة.
والفكرة ببساطة تقوم على ربط مضخمات Amplifier بتردد ما بين 2 Ghz إلى 2.5 Ghz وإطلاق حزمة موجية من خلال هوائيات Omni Antenna وبقوة موجية تصل ل500MWatt -100MWatt ورغم أن تصميم مصفوفة الهوائيات بسيط وغير مطور منذ تأسيسه إلا أن هناك تحفظ حكومي على المشروع.

## آلية عمل مشروع هارب
يعمل مشروع H.A.A.R.P مثل عمل المايكرويف المستخدم في الطبخ 
فمصفوفة هوائيات H.A.A.R.P تمثل جهاز المايكرويف أما الايونسفير يمثله الدجاجة التي تنضج من ترددات المايكرويف. وهذا التسخين الذي يحدث في تلك الطبقة تحدث من جرائه آثار اختلف في نتائجها المهتمون 
بدأ العمل في محطة هارب في عام 1993 وتم الانتهاء من الأعمال الحالية لأداة البحث الأيونوسفيري في عام 2007، وكان المقاول بهذا العمل شركة بريطانية تدعى (بي إيه إي سيستمز) للتكنولوجيات المتقدمة.
برنامج هارب متهم من قبل متبني نظرية المؤامرة لمجموعة من الأحداث بما فيها الكوارث الطبيعية العديدة.

## مشروع هارب ونظرية المؤامرة
مشروع هارب هو موضوع متداول من قبل العديد من الأشخاص المؤمنين بنظريات المؤامرة، حيث يربط هؤلاء الأفراد مشروع هارب بالعديد من الأحداث الخفية والقدرات المختلفة التي غالبا ما تكون سلبية. وقد أطلق الصحافي أسدأز ريلدك على مشروع هارب ب«موبي بطه نظريات المؤامرة» كناية لشخصية البط الأبيض في كلاسيكيات الروائي هيرمان ملفيل، وقال أن رواج نظريات المؤامرة لدى الناس غالبا ما يحجب أية فوائد قد يوفرها مشروع هارب للمجتمع العلمي.
العديد من الجهات قامت بتأصيل نظرية المؤامرة في الحياة اليومية للأفراد كشركة مارفل كومكس للنشر والمؤلف توم كلانسي بالإضافة للمسلسل الشهير الملفات الغامضة. بالإضافة للتهويل الدرامي لبرنامج هارب فقد تم توظيفه عسكريا من خلال بعض التحليلات العسكرية، فعلى سبيل المثال كتبت دورية عسكرية روسية أن التجارب الأيونوسفيرية لبرنامج هارب «قد تؤدي إلى سلسلة من الإلكترونات التي بدورها يمكن أن تقلب أقطاب الأرض المغناطيسية راسا على عقب».
من ناحية أخرى فقد عقد كلا من البرلمان الأوروبي والمجلس التشريعي لولاية ببيلا العديد من جلسات الاستماع حول مشروع هارب، وأبدى الطرفان بعض «المخاوف البيئية» من هذا البرنامج.
من جهته فقد حذر الكاتب نيك بيجيتش في كتابه «الملائكة لا تعزف هذا الهارب». حذر الجماهير الحاضرة في محاضراته بأن مشروع الهارب قد يؤدي إلى العديد من الزلازل التي بدورها قد تحول الغلاف الجوي العلوي إلى ما يشبه العدسة العملاقة بحيث «تبدو السماء للرائي وكأنها تتعرض تماما للاحتراق.» 

## مشاريع مشابهة
لم يكن مشروع H.A.A.R.P المشروع الوحيد في العالم وإنما كان أشهرها وأكثرها إثارة لمخيلة المهتمين في نظرية المؤامرة. ففي النرويج وأستراليا وروسيا مشاريع مشابهة غير أنها لم تحظَ بنفس الاهتمام من قبل الرأي العالمي.

## اقرأ أيضا
- Y. Zaitsev (11 مايو 2007). "From radio telescopes to electromagnetic weapons". وكالة أنباء نوفوستي. مؤرشف من الأصل في 2013-05-14. اطلع عليه بتاريخ 2009-09-27.
- البرونيكترون Pronectron-محمد كامل الجهلاوي -الطبعة الأولى -ص48
- "Evidence for Precipitation of Energetic Particles by Ionospheric «Heating» Transmissions". National Geophysical Data Center. 7 ديسمبر 2004. مؤرشف من الأصل في 2019-09-27. اطلع عليه بتاريخ 2009-09-27.